# Notre-Dame-du-Nord
Notre-Dame-du-Nord, algonkinska Sakik, är en kommun i provinsen Québec i Kanada. Den ligger i regionen Abitibi-Témiscamingue, i den sydöstra delen av landet, 400 km nordväst om huvudstaden Ottawa.